# Tenjimbashisuji Rokuchōme (metropolitana di Osaka)
Tenjimbashisuji Rokuchōme (天神橋筋六丁目駅?, Tenjimbashisuji Rokuchōme-eki) (T18) e (K11) è una stazione della Metropolitana di Osaka situata nell'area nord della città, lungo la strada Sakaisuji. La stazione offre l'interscambio fra le linee Sakaisuji e Tanimachi. I treni della linea Sakaisuji a partire da questa stazione e verso nord si immettono nella linea Hankyū Senri e oltre Awaji proseguono su quest'ultima oppure sulla linea Hankyū Kyōto.

## Struttura
La stazione è dotata di una piattaforma a isola con due binari sotterranei.
Linea Sakaisuji (T18)
| 1 | ■ Linea Tanimachi |  | Per Higashi-Umeda, Tennōji e Yaominami        |
| 2 | ■ Linea Tanimachi |  | Per Taishibashi-Imaichi, Moriguchi e Dainichi |

Linea Sakaisuji (K11)
| 1 | ■ Linea Sakaisuji |  | Per Sakaisuji-Hommachi, Nippombashi, Dōbutsuen-mae e Tengachaya |
| 2 | ■ Linea Sakaisuji |  | Per Awaji, Kita-Senri, Takatsuki-shi e Kawaramachi              |

## Stazioni adiacenti
| «               | Servizio          | »               |
| Linea Tanimachi | Linea Tanimachi   | Linea Tanimachi |
| --------------- | ----------------- | --------------- |
| Miyakojima      | Locale            | Nakazakichō     |
| Linea Sakaisuji |                   |                 |
| Kunijima        | Locale            | Ōgimachi        |
| Awaji           | Semiespresso      | Ōgimachi        |
| Awaji           | Espresso Limitato | Nippombashi     |